# Diesse
Diesse är en ort i kommunen Plateau de Diesse i kantonen Bern, Schweiz. 
Diesse var tidigare en självständig kommun, men 1 januari 2014 bildades den nya kommunen Plateau de Diesse genom sammanslagning av kommunerna Diesse, Lamboing och Prêles.